# Pohár vítězů pohárů 1988/1989
Sezóna 1988/89 Poháru vítězů pohárů byla 29. ročníkem tohoto poháru. Vítězem se stal tým FC Barcelona.

## Předkolo
| Tým #1           | Celk. | Tým #2   | 1. zápas | 2. zápas |
| ---------------- | ----- | -------- | -------- | -------- |
| Békéscsabai ESSC | 4 - 2 | Bryne IL | 3 - 0    | 1 - 2    |

## První kolo
| Tým #1                                             | Celk. | Tým #2              | 1. zápas | 2. zápas |
| -------------------------------------------------- | ----- | ------------------- | -------- | -------- |
| Derry City                                         | 0 - 4 | Cardiff City        | 0 - 0    | 0 - 4    |
| Glenavon FC                                        | 2 - 7 | Aarhus GF           | 1 - 4    | 1 - 3    |
| Fram Reykjavík                                     | 0 - 7 | FC Barcelona        | 0 - 2    | 0 - 5    |
| KS Flamurtari Vlora                                | 2 - 4 | Lech Poznań         | 2 - 3    | 0 - 1    |
| TJ Internacionál Slovnaft ZŤS Bratislava-Petržalka | 2 - 8 | PFK CSKA Sofia      | 2 - 3    | 0 - 5    |
| Omonia                                             | 0 - 3 | Panathinaikos       | 0 - 1    | 0 - 2    |
| Roda JC Kerkrade                                   | 2 - 1 | Vitória SC          | 2 - 0    | 0 - 1    |
| Borac Banja Luka                                   | 2 - 4 | FK Metalist Charkov | 2 - 0    | 0 - 4    |
| Grasshopper Club Zürich                            | 0 - 1 | Eintracht Frankfurt | 0 - 0    | 0 - 1    |
| Sakaryaspor                                        | 2 - 1 | Békéscsabai ESSC    | 2 - 0    | 0 - 1    |
| KV Mechelen                                        | 8 - 1 | Avenir Beggen       | 5 - 0    | 3 - 1    |
| FC Metz                                            | 1 - 5 | RSC Anderlecht      | 1 - 3    | 0 - 2    |
| Floriana                                           | 0 - 1 | Dundee United FC    | 0 - 0    | 0 - 1    |
| FC Dinamo București                                | 6 - 0 | Kuusysi Lahti       | 3 - 0    | 3 - 0    |
| Carl Zeiss Jena                                    | 5 - 1 | Kremser SC          | 5 - 0    | 0 - 1    |
| Norrköping                                         | 2 - 3 | UC Sampdoria        | 2 - 1    | 0 - 2    |

## Druhé kolo
| Tým #1              | Celk.       | Tým #2              | 1. zápas | 2. zápas      |
| ------------------- | ----------- | ------------------- | -------- | ------------- |
| Cardiff City        | 1 - 6       | Aarhus GF           | 1 - 2    | 0 - 4         |
| FC Barcelona        | 2 - 2(pen.) | Lech Poznań         | 1 - 1    | 1 - 1(prodl.) |
| PFK CSKA Sofia      | 3 - 0       | Panathinaikos       | 2 - 0    | 1 - 0         |
| Roda JC Kerkrade    | 1 - 0       | FK Metalist Charkov | 1 - 0    | 0 - 0         |
| Eintracht Frankfurt | 6 - 1       | Sakaryaspor         | 3 - 1    | 3 - 0         |
| KV Mechelen         | 3 - 0       | RSC Anderlecht      | 1 - 0    | 2 - 0         |
| Dundee United FC    | 1 - 2       | FC Dinamo București | 0 - 1    | 1 - 1         |
| Carl Zeiss Jena     | 2 - 4       | UC Sampdoria        | 1 - 1    | 1 - 3         |

## Čtvrtfinále
| Tým #1              | Celk.       | Tým #2           | 1. zápas | 2. zápas      |
| ------------------- | ----------- | ---------------- | -------- | ------------- |
| Aarhus GF           | 0 - 1       | FC Barcelona     | 0 - 1    | 0 - 0         |
| PFK CSKA Sofia      | 3(pen.) - 3 | Roda JC Kerkrade | 2 - 1    | 1 - 2(prodl.) |
| Eintracht Frankfurt | 0 - 1       | KV Mechelen      | 0 - 0    | 0 - 1         |
| FC Dinamo București | 1 - 1(v)    | UC Sampdoria     | 1 - 1    | 0 - 0         |

## Semifinále
| Tým #1       | Celk. | Tým #2         | 1. zápas | 2. zápas |
| ------------ | ----- | -------------- | -------- | -------- |
| FC Barcelona | 6 - 3 | PFK CSKA Sofia | 4 - 2    | 2 - 1    |
| KV Mechelen  | 2 - 4 | UC Sampdoria   | 2 - 1    | 0 - 3    |

## Finále
| 10. května 1989 20:15              |       |              |                                                                           |
| FC Barcelona                       | 2 – 0 | UC Sampdoria | Wankdorf Stadium, Bern diváci: 42 707 rozhodčí: George Courtney (England) |
| Julio Salinas 4' López Rekarte 79' |       |              | Wankdorf Stadium, Bern diváci: 42 707 rozhodčí: George Courtney (England) |

## Vítěz
| Pohár vítězů pohárů 1988/89 FC Barcelona Andoni Zubizarreta, Luis Milla Aspas, Aloisio Pires, José Alesanco, Eusebio Sacristan, Guillermo Amor, Urbano Ortega, Roberto Fernandez, Gary Lineker, Aitor Bequiristain, Julio Salinas, Luis Rekarte, Sergi, Lopez Rekarte, Miguel Soler Trenér: Johan Cruijff |